# 明治大学大学院理工学研究科・理工学部

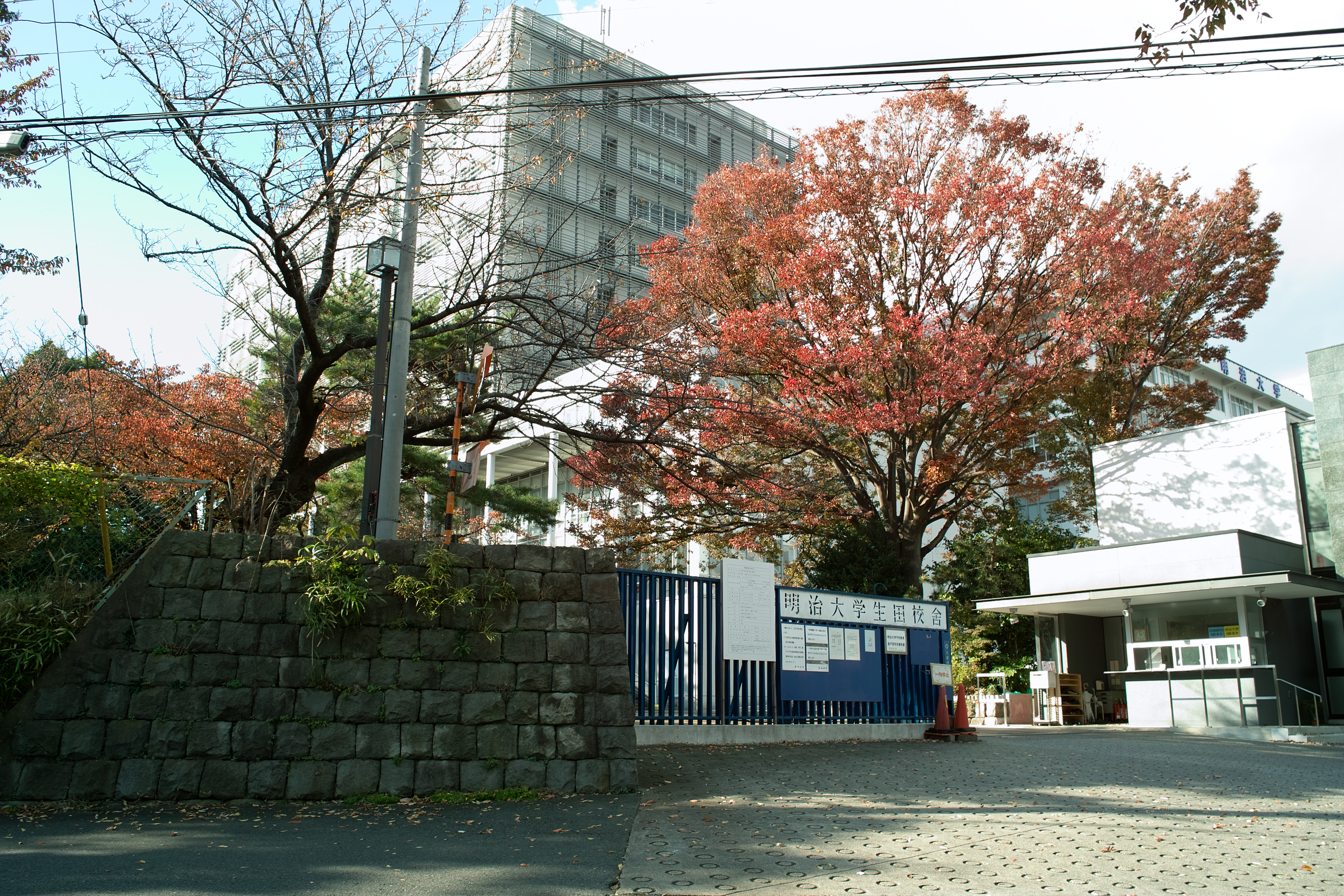
生田キャンパス

明治大学理工学部（めいじだいがくりこうがくぶ）は、明治大学が設置する理工学部。明治大学大学院理工学研究科（めいじだいがくだいがくいんりこうがくけんきゅうか）は、明治大学が設置する大学院理工学研究科。

## 概説
明治大学理工学部は、生田キャンパスに本部を置いており、起源は1944年に設置された東京明治工業専門学校である。1949年に新制大学に認可された際に、法学部、商学部、政治経済学部、文学部、農学部と共に、現在の理工学部の原型となる工学部が設置される。1989年、理工学部が設置され（工学部は学生募集停止）、現在の理工学部に至る。
明治大学理工学部は、電気電子生命学科、機械工学科、機械情報工学科、建築学科、応用科学科、情報科学科、数学科、物理学科の8学科を置いており、学部と大学院理工学研究科が一体となった教育・研究システム“I-MAST”により、学生に多くの選択肢を用意している。なお、学部学生の3割程度が大学院に進学している。
明治大学理工学部では、学部と大学院が連携したカリキュラムを用意している。例えば、大学4年の学部生が卒業研究・卒業設計を大学院生とともに取り組んだり、大学院の講義科目を先取り履修することもできる。
また、「学生自らが課題を発見し、自身で解決するスキル」を身に着けることを目的に「プロジェクト実習」という短期集中科目がある。これは、複数の学科の学生と協力して数名で１つのチームとして実験や物作りを行い、学生たちが中心となってアイディアを出してプロジェクトを進める科目である。
また、明治大学理工学部の機械工学科と建築学科は，日本技術者教育認定機構（JABEE）の審査・認定を受けている。

## 沿革

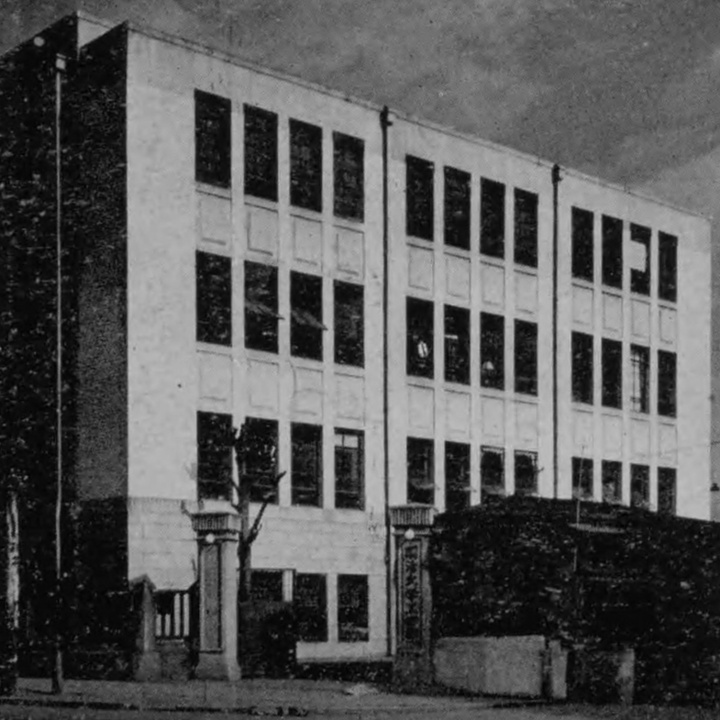
旧聖橋校舎（1953年）

- 1881年 - 岸本辰雄、宮城浩蔵、矢代操の3人が明治法律学校を設立（有楽町3丁目の旧島原藩邸内）。
- 1903年 - 専門学校令により明治大学と改称、各学部に本科・専門科を設置。
- 1920年 - 旧制大学として認可される。
- 1944年 - 東京明治工業専門学校を設置（機械・電気・造船の3学科）。
- 1949年 - 新制大学として認可、工学部を設置（機械・電気・建築の3学科）。
- 1950年 - 工学部第二部を設置。保善商業高校の校舎を借用（大久保校舎、1952年まで）。
- 1951年 - 聖橋校舎を開設。旧制工専廃止。
- 1952年 - 工学研究科修士課程を設置。
- 1954年 - 工学研究科博士課程を設置。
- 1960年 - 工学部工業化学科を設置。
- 1965年 - 工学部・工学研究科の生田キャンパスへの移転完了。
- 1977年 - 工学部2学科（電気通信・精密機械）新設。
- 1989年 - 情報科学・数学・物理学の3学科を加えて理工学部に改組。
- 1991年 - 生田中央校舎竣工。
- 1993年 - 理工学研究科を設置。
- 1999年 - 理工学部電気工学科を電気電子工学科、精密工学科を機械情報工学科と改称。
- 2006年 - 理工学部工業化学科を応用化学科、大学院理工学研究科工業化学専攻を応用化学専攻と改称。
- 2007年 - 理工学部電気電子工学科と電子通信工学科を再編し、電気電子生命学科を設置。

## 学部・学科
- 理工学部
  - 電気電子生命学科
  - 機械工学科
  - 機械情報工学科
  - 建築学科
  - 応用化学科
  - 情報科学科
  - 数学科
  - 物理学科

## 大学院
- 理工学研究科（博士前期課程・博士後期課程）
  - 電子工学専攻
  - 機械工学専攻
  - 建築・都市学専攻
  - 応用化学専攻
  - 情報科学専攻
  - 数学専攻
  - 物理学専攻

## 理工学部長
- 立川 真樹

## 主な教職員
- 神保成吉 – 電気工学者、国際度量衡総会日本代表、初代工学部長
- 後藤以紀 - 電気学会会長、工業技術院院長、情報処理学会会長
- 富塚清 - 日本の航空エンジン研究の開拓者
- 山名正夫 - 航空工学者、艦上爆撃機・陸上爆撃機の開発
- 多田文男 – 国際地理学連合(IGU)副会長、日本地理学会会長
- 杉江清 – 国立科学博物館館長、文部省大学学術局長、公立学校共済組合理事長、日本図書教材協会会長
- 大槻喬 - 電気工学、電気学会会長
- 駒宮安男 - 日本のコンピュータのパイオニア、世界最大最高速のリレー計算機を開発
- 山本勇 – 電気物理学、高周波工学、電気通信大学学長、東京工業大学附属電子工学研究所長
- 北野大 - 環境化学、安全学、秋草学園短期大学学長
- 香山壽夫 – 建築家（日本建築学会賞、公共建築賞、日本芸術院賞）、ペンシルベニア大学客員教授
- 堀口捨己 - 建築家（日本建築学会賞）、思想家、歌人（宮中歌会始召人）
- 岡山俊雄 - 地質学、地理学、日本全土の接峰面図を完成
- 内田祥哉 - 日本建築学会会長
- 武藤清 - 建築家、日本建築学会会長、文化勲章、日本学士院恩賜賞、鹿島建設副社長
- 徳永勇雄 - 建築経済学、日本建築積算協会名誉会長、全日本建築士会会長、日本建築学会賞
- 渡辺要 - 建築環境工学（建築計画原論）創始者、日本建築設備士協会設立
- 杉山英男 - 日本建築学会賞、日本農学賞、米国林産学会業績賞、木質構造研究の第一人者
- 稲垣栄三 - 建築史家、日本建築学会賞
- 木村徳国 - 建築史家、日本建築学会賞
- 早川正夫 - 現代木造建築を代表する建築家
- 阪田誠造 - 建築家、坂倉建築研究所設立・最高顧問、日本建築学会賞、日本芸術院賞
- 神代雄一郎 - 建築史研究、建築評論
- 狩野春一 - 建築学者、セメントコンクリートの基礎的研究を大成、日本建築学会大賞
- 銀林浩 - 数学教育協議会委員長、四則計算の指導体系「水道方式」を提唱
- 藤田宏 - 日本数学会会長、日本応用数理学会会長、東京大学理学部長、数学財団理事長
- 増田久弥 - 関数解析学、偏微分方程式、東大名誉教授
- 服部晶夫 - 代数的位相幾何学、「服部ストロングの定理」
- 岡部靖憲 - 日本数学会評議員、「実験数学」を提唱
- 井川憲明 – 物理化学、環境倫理学、日本景観学会理事
- 森治嗣 - 原子力工学、日本原子力学会副会長、日本混相流学会会長
- 根津千治 - 「数學研究」・「數學倶樂部」刊行
- 藤岡洋保 - 日本近代デザイン・建築思想・建築技術、日本建築学会賞
- 松尾陽 - 空気調和・衛生工学会会長、日本建築学会賞
- 篠田義男 - 建築家
- 西垣通 - 情報学者（東京大学大学院情報学環・学際情報学府教授）、作家
- 向殿政男 - 理工学部長、私立大学情報教育協会会長、安全功労者内閣総理大臣表彰、日本景観学会副会長
- 松瀨貢規 - 清華大学客座教授、電気学会（IEEJ）会長
- 小林正美 - 建築設計、都市デザイン論、ハーバード大学修士
- 小林亮 - 現象数理学、先端数理科学インスティテュート副リーダー
- 玉木久夫 - トロント大学計算機科学博士、IBMトーマス・J・ワトソン研究所、IBM東京基礎研究所
- 田中賢一 - 電気電子生命学科教授
- 宮下芳明（総合数理学部へ転籍） - ヒューマンコンピュータインタラクション、2023年イグノーベル賞栄養学賞受賞
- 園田眞理子 - 建築計画、住宅・住環境計画、住宅政策論
- 野口弘行 - 建築構造、建築材料研究
- 川島範久 - 地域デザイン、日本建築学会賞、元日建設計
- 三村昌泰 - 現象数理学
- 森洋子 - 名誉教授、西洋美術史
- 下山重丸 - 庭園家、日本造園修景協会下山奨励賞
- 金子九郎 - 日本造園学会理事
- 福川裕一 - 都市計画・アーバンデザイン
- 永松英吉 - 体育、1936年ベルリンオリンピック日本代表
- 藤井恵介 - 建築史学会会長、前文化庁文化審議会委員
- 西村幸夫 - 都市計画・都市景観計画、東京大学先端科学技術研究センター長・東京大学副学長
- 小島信夫 - 芥川賞作家、文化功労者
- 井上謙治 - アメリカ文学者、翻訳家
- 管啓次郎 - ワシントン大学博士（比較文学）、オークランド大学客員教授、読売文学賞
- 菊池良生 - オーストリア文学、著作家（ハプスブルク家、神聖ローマ帝国関連等）
- 長岡亮介 - 特任教授、放送大学教養学部教授、津田塾大学学芸学部数学科助教授
- 高見澤邦郎 - 都市計画学者、日本都市計画学会常務理事、日本建築学会賞（論文）
- 倉石信乃 - DC系准教授、詩人、批評家（美術評論家・写真評論家）、日本写真協会学芸賞
- 門脇耕三 - 建築家、建築学者
- 清岡智比古 - 評論家、フランス語学者
- 林ひふみ – 総合文化教室、ジャーナリスト
- 柳田理科雄 – 兼任講師、作家、漫画原作者、空想科学研究所主任研究員
- 浜口稔 - 英語学・言語思想史、BABEL国際翻訳大賞・日本翻訳大賞
- 波戸岡景太 - 現代アメリカ文学、日米比較文化論
- 吉村靖孝 – 建築学科特任教授、吉岡賞
- 国広ジョージ - 建築家、建築活動家、アメリカ建築家協会会長賞
- 中村拓志 - 建築家
- 青井哲人 - 建築史
- 根津千治 - 数学者、講師理学士
- 新羅一郎 - 日本ロケット協会代表幹事
- 團紀彦 – 特別招聘教授、建築家
- 大野秀敏 – 特別招聘教授、建築家
- 藤森修 – 建築家
- 福山博之 - 建築家
- 廣津萬里 - 日本初のヘリコプター開発者、詩人
- 更科功 - 分子古生物学、講談社科学出版賞
- 国広ジョージ - I-AUD講師
- 吉村靖孝 - I-AUD講師
- マニュエル・タルディッツ（みかんぐみ） - I-AUD講師
- 平瀬有人 - I-AUD講師

## 著名な出身者
研究・教育
- 向殿政男 - 明治大学名誉教授、日本信頼性学会会長、鉄道総合技術研究所会長
- 松瀬貢規 - 明治大学理工学部教授、パワーエレクトロニクス、リニアモータ制御
- 北野大 - 明治大学理工学部教授
- 小柴昌俊 - 明治大学名誉博士、東京大学特別栄誉教授・名誉教授、ノーベル物理学賞受賞者[3]
- 古澤力 - 東京大学大学院理学系研究科教授、大阪大学招聘教授
- 齊藤宣一 - 東京大学大学院数理科学研究科教授
- 伊原学 - 東京工業大学学長補佐・教授
- 渡邉賢 - 東北大学総合理工学研究院教授
- 小杉康 - 北海道大学大学院教綬
- 永井大介 - 静岡県立大学准教授
- 粟野祐二 - 慶應大学教授
- 井上秀成 - 慶應大学名誉教授
- 山口廣 - 日本大学理工学部名誉教授
- 古澤大輔 - 日本大学理工学部教授
- 泉山塁威 - 日本大学理工学部准教授、元東京大学先端科学技術研究センター助教授、元明治大学理工学部助教授
- 東山セッ子 - 全国建設研修センター理事、桜蔭中学校・高等学校教諭

経済
- 古田英範 - 富士通会長、富士通研究所会長、情報通信ネットワーク産業協会会長
- 山田幸夫 – 久米設計代表取締役会長CEO
- 中山尚三 - 豊田自動織機代表取締役副会長
- 谷川薫 - 兼松代表取締役会長
- 和島正幸 - テキサス・インスツルメンツ日本法人社長兼米国本社副社長、インターシル日本法人社長兼米国本社副社長、インテル日本法人社長
- 李衡達 - miHoYo社長、Yostar創設、Yostar Pictures創設
- 永守知博 - エルステッドインターナショナル創業者
- 吉田均 - 東京精密代表取締役社長CEO
- 米山明広 - スルガ銀行社長
- 太田良治 - ユアテック社長
- 古川隆 - アーベーツェー設立、広告学者
- 林正道 - シンプレクス・インベストメント・アドバイザーズ創業者
- 宮崎翔太 - アライアンスクラウド代表取締役CEO
- 曽根弘介 - 実業家、投資家
- ナカムラケンタ - シゴトヒト創業者
- 伊原喜則 - アイテン創業者
- 小野たつなり - 起業家、著述家
- 荒井宏之 - コンサルタント、著述家
- 柴田英司 - SUBARU執行役員CDCO、EyeSight開発責任者

建築
- 山口廣 - 日本建築学会副会長
- 新関謙一郎 - 建築家
- 西郷真理子 - 都市計画家、内閣府 『世界で活躍し『日本』を発信する日本人』 選出、MIPIMアウォード（日本人初）、日経 「ウーマン・オブ・ザ・イヤー 大賞 2010」
- 寺田尚樹 – 建築家、デザイナー、テラダモケイ代表、グッドデザイン賞4回、JCDデザインアワード3回
- 寳神尚史 – 建築家、『GOOD DESIGN AWARD 2008』、『JCDデザインアワード2008』、『東京建築士会住宅建築賞』
- 山田幸夫 – 建築家
- 川村則子 - BBR主宰
- 古谷俊一 - 建築家、日本建築設計学会賞、グッドデザイン賞
- 中村拓志（大学院理工学研究科）- 建築家、リーフ賞、日本建築学会賞、アルカシア建築賞最高賞
- 禿真哉（大学院理工学研究科） - トラフ建築設計事務所
- 長坂常 - スキーマ建築計画
- 堀内功太郎（AAスクール） - 建築家
- 手塚義明 - KT.Architecture主宰
- 古澤大輔 - 建築家、2019JIA日本建築大賞
- 萩原渉 - 建築家
- 小林一郎 - 建築評論家、編集者
- 根岸情治 - 都市計画家、内務官僚、日本都市建設社長
- 田坂好生 - 建築家
- 武藤聖一 - 建築写真家
- 岡田公彦 - 建築家
- 篠田義男 - 建築家
- 黒崎敏 - 建築家
- 泉山塁威 - 「ソトノバ」共同代表理事、プレイスメイカー、都市計画家
- 須部恭浩 - 建築家、「10大建築人 2020」（日経クロステック）
- 福山博之 - 建築家
- 手塚義明 - 建築家
- 三瓶満真 - 建築家

政治・行政
- 鍛冶清 - 衆議院議員、公明党中央委員
- 高橋一夫 - 新潟県三条市長
- 大城伸彦 - 静岡県伊豆市長
- 藤井秀城 - 香川県東かがわ市長
- 萩原渉 - 群馬県議会議長
- 青木伊平 - 竹下登元首相秘書
- 高橋亮平 - NPO法人Rights代表理事、千葉県松戸市議会議員

演劇・音楽・芸能
- 北野武（特別卒業認定） - 映画監督、タレント
- 中津留章仁 - 劇作家
- 池内義浩 - 撮影監督
- 安東翼 - ミュージカル・舞台俳優（劇団四季）
- 佐藤政樹 - 俳優（劇団四季）、コンサルタント
- 山田パンダ - 《かぐや姫》、音楽プロデューサー
- 槇野義孝 - 《デューク・エイセス》
- 清水昭男 - 《ANTHEM》
- 橘杏里 - モデル、女優
- 橘ケンチ - 《EXILE》、《J Soul Brothers》
- 清原翔 - MEN'S NON-NOモデル、俳優
- 伊野尾慧 - 《Hey! Say! JUMP》
- 野田愛実 - ミュージシャン、TEENS' MUSIC FESTIVALティーンズ大賞
- 飯塚敏文 - アナウンサー
- 沖田愛加 - アナウンサー
- 池田勝 - タレント、《ジグザグジギー》
- 大久保裕オーサーオロナ - タレント、《ドンココ》

プロデューサー・デザイナー・アーティスト　
- 米澤嘉博 - コミックマーケット創設、日本マンガ学会理事
- 加賀美敬 - ファッションデザイナー・プロデューサー
- 木村博之 - グラフィックデザイナー
- 半田富久 - 彫刻家
- 増山士郎 - 現代美術家
- 大野忠男 - 画家、アイルランド研究家、上野学園大学短期大学部教授
- 橘右門 - 書家
- よしたに - イラストレーター
- アキヨシカズタカ - 漫画家
- 成田アキラ - 漫画家

その他
- 三戸呂拓也 - 登山家
- 若森資朗 - パルシステム生協連合会理事長、のりこえねっと共同代表
- 絵夢アリス - バーチャルライバー
- 佐藤将光 - 総合格闘家

## 交通アクセス
生田キャンパス（神奈川県川崎市多摩区東三田1-1-1）
・小田急小田原線「生田駅」南口より徒歩７分
・小田急小田原線「向ヶ丘遊園駅」北口バスターミナルより、小田急バス向13系統「明治大学正門」行き乗車、終点で下車（所要時間約16分）